# 1976 у кіно

## Фільми
- 12 стільців, СРСР (режисер Марк Захаров)
- Вдови, СРСР (режисер Сергій Мікаелян)
- Вся президентська рать, США (режисер Алан Пакула)
- Вся справа в браті, СРСР (режисер Валентин Горлов)
- Іграшка, Франція (режисер Франсіс Вебер)
- Мідвей, США (режисер Джек Смайт)
- Напад на 13-й відділок, США (режисер Джон Карпентер)
- Новий кулак люті, Гонконг (режисер Ло Вей)
- Омен, США (режисер Річард Доннер)
- Останнє випробування Шаоліня, Гонконг (режисер Чен Чхів-Хва)
- Пригоди Травки, СРСР (режисер Аркадій Кордон)
- Рука смерті, Гонконг (режисер Джон Ву)
- Зірка народилась, США.

### УРСР
- Пам'ять землі (реж. Борис Савченко, Борис Івченко)

## Персоналії

### Народилися
- 21 січня — Ларс Айдінгер, німецький актор.
- 26 січня — Ясмін Бельмаді, французький актор алжирського походження.
- 6 лютого — Тарас Томенко — український кінорежисер.
- 7 квітня — Михайло Поліцеймако — російський актор та телеведучий.
- 17 квітня — Майвенн — французька акторка, режисерка, сценаристка та продюсерка.
- 18 травня — Олександр Кобзар — український актор театру та кіно, режисер.
- 19 травня — Роман Чупіс — український актор театру та кіно.
- 27 травня — Гуто Пашко — бразильський кінорежисер українського походження.
- 2 липня — Павло Дерев'янко — російський актор театру та кіно.
- 19 липня — Бенедикт Камбербетч, британський актор.
- 25 липня — Стефан Рідо, французький актор.
- 24 серпня — Семисал Роман Володимирович, український актор та режисер театру, актор кіно та дубляжу, поет.
- 4 вересня — Олексій Герман-молодший, російський кінорежисер та сценарист.
- 3 жовтня — Шон Вільям Скотт — американський актор.
- 19 жовтня — Венсан Макень, французький актор, театральний і кінорежисер, сценарист.
- 23 жовтня — Раян Рейнольдс, канадський актор кіно та телебачення
- 31 грудня — Кріс Терріо, американський сценарист, продюсер і кінорежисер.

### Померли
- 17 січня — Волдемарс Акуратерс, латвійський актор.
- 26 січня — Титаренко Надія Калістратівна, українська радянська театральна артистка.
- 11 лютого — Лі Джей Кобб, американський актор театру, кіно і телебачення.
- 12 лютого — Сел Мінео, американський актор театру і кіно.
- 26 лютого — Фріда Інескорт, шотландська акторка.
- 6 березня — Василь Сергійович Яременко, український актор, Народний артист СРСР.
- 13 березня — Жуковський Герман Леонтійович, український композитор.
- 5 квітня:
  - Говард Г'юз, американський промисловець-підприємець, інженер, піонер і новатор американської авіації, режисер, кінопродюсер.
  - Роберт Лорд, американський сценарист і продюсер.
- 28 квітня — Річард Арлен, американський актор кіно і телебачення.
- 8 травня — Алан Бакстер, американський актор.
- 11 травня — Бірман Серафима Германівна, російська та радянська акторка театру та кіно, театральна режисерка, педагогиня, мемуаристка, теоретикиня.
- 20 травня — Зарубіна Ірина Петрівна, радянська акторка.
- 10 червня — Адольф Цукор, американський кінопродюсер угорського походження.
- 27 червня — Чайка Варвара Пилипівна, українська акторка театру і кіно.
- 17 липня:
  - Яншин Михайло Михайлович, радянський актор театру і кіно, режисер.
  - Малян Давид Мелкумович, радянський і вірменський актор, режисер, педагог.
- 26 липня — Роом Абрам Матвійович, радянський російський режисер театру і кіно, сценарист.
- 23 серпня — Кузнецов Іван Миколайович, російський актор.
- 26 серпня — Федір Іващенко, український режисер-документаліст.
- 10 вересня — Далтон Трамбо, американський сценарист і письменник.
- 15 вересня — Навроцький Сигізмунд Францевич, радянський і український кінорежисер, сценарист.
- 17 жовтня — Хвиля Олександр Леопольдович, український і радянський актор театру і кіно.
- 15 листопада — Жан Габен, відомий французький актор театру, кіно та вар'єте.
- 28 листопада — Розалінд Расселл, американська акторка.
- 1 грудня — Ляшенко Лука Іванович, український письменник, кінорежисер, актор.
- 11 грудня — Симашкевич Милиця Миколаївна, українська художниця театру й кіно.
- 17 грудня — Гайдаров Володимир Георгійович, російський, німецький та радянський актор.
- 23 грудня — Розін Мойсей Бенедиктович, радянський актор і театральний режисер.
- 24 грудня — Станицин Віктор Якович, радянський російський актор, театральний режисер та педагог.